# HD 3807
HD 3807，又名BD-05 101，SAO 128891、HR 174，是一颗恒星，视星等为5.91，位于銀經116.05，銀緯-67.08，其B1900.0坐标为赤經0h 35m 36.9s，赤緯-4° -67.08′ 2″。